# 位相空間
数学における位相空間（いそうくうかん、英: topological space）とは、集合に位相（英: topology）という構造を付加したものであり、この構造はその集合上に収束性の概念を定義するのに必要十分である。
位相空間の諸性質を研究する数学の分野を位相空間論と呼ぶ。

## 概要
位相空間は、前述のように集合に「位相」という構造を付け加えたもので、この構造により、例えば以下の概念が定義可能となる
- 部分集合の内部、外部、境界
- 点の近傍
- 収束性[注 1]
- 開集合、閉集合、閉包

実はこれらの概念はいわば「同値」で、これらの概念のうちいずれか一つを定式化すれば、残りの概念はそこから定義できる事が知られている。したがって集合上の位相構造は、これらのうちいずれか１つを定式化する事により定義できる。そこで学部レベルの多くの教科書では、数学的に扱いやすい開集合の概念をもとに位相構造を定義するものが多い。
その他にも
- 位相空間から位相空間への写像の連続性
- 連結性

といった概念も位相構造を用いて定義できる。
上述した概念はいずれも元々距離空間のような幾何学的な対象に対して定義されたものだが、距離が定義されていなくても位相構造さえ定義できれば定式化できる。これにより、位相空間の概念は、幾何学はもちろん解析学や代数学でも応用されており、位相空間論はこうした数学の諸分野の研究の基礎を与える。位相空間の概念の利点の一つは、解析学や代数学などの研究対象に幾何学的な直観を与えることにある。
このような観点からみたとき、位相空間論の目標の一つは、ユークリッド空間など幾何学の対象に対して成り立つ諸性質を解析学などにも一般化することにある。従って学部レベルで学ぶ位相空間論の性質の多くは、ユークリッド空間などの幾何学的な対象では自明に成り立つ(例えば各種分離公理や可算公理)。
位相空間論ではこうした幾何学的な性質をいかに一般の空間へと拡張するかが問われるので、位相空間の概念自身は非常に弱く、かつ抽象的に定義される。しかしその分個別の用途では必要な性質が満たされないこともあり、例えば位相空間上では収束の一意性は保証されない。そこで必要に応じて、位相空間にプラスアルファの性質を付け加えたものが研究対象になることも多い。前述した収束の一意性は、位相空間に「ハウスドルフ性」という性質を加えると成立する。学部レベルの位相空間論の目標の一つは、こうしたプラスアルファの性質の代表的なものを学ぶ事にある。

距離空間の原点の1-近傍をp=2（上の図）、p=1（中央の図）、p=∞（下の図）に対して図示したもの。これらはそれぞれユークリッド距離、マンハッタン距離、チェビシェフ距離と呼ばれる。

### 位相空間と距離空間
位相空間となる代表的な空間としては、ユークリッド空間をはじめとした距離空間がある。距離空間は必ず位相空間になるが、逆は必ずしも正しくない。すなわち、距離構造は位相的構造よりも遥かに多くの情報を持った強い概念であり、距離空間としては異なっても位相空間としては同一の空間になることもある。
例えばp≧1を固定して実数空間{\displaystyle \mathbb {R} ^{n}}上にℓp距離
{\displaystyle d_{p}(x,y)={\sqrt[{p}]{(x_{1}-y_{1})^{p}+\cdots (x_{n}-y_{n})^{p}}}}
を入れた距離空間{\displaystyle (\mathbb {R} ^{n},d_{p})}を考えてみると、ε-N論法やε-δ論法による極限の議論で用いるε-近傍はpに依存して異なるにもかかわらず、収束の有無や収束先の点はpによらず一致する。
より一般に、ユークリッド空間をゴム膜のように連続変形したものは、元のユークリッド空間とは距離空間としては異なるが、位相空間としては同一であり、収束するか否かという性質も互いに保たれて不変である。
以上のように、連続性や収束性といった概念を考えたり、連続変形を対象とした研究を行ったりするときには、距離空間の概念は柔軟性に欠けるところがあり、位相空間というより弱い概念を考える積極的動機の一つとなる。
他にも例えば多様体を定義する際には複数の距離空間(ユークリッド空間の開集合)を連続写像で「張り合わせる」(商空間)が、張り合わせに際して元の空間の距離構造を壊してしまうので、元の空間を距離空間とみなすより、位相空間とみなす方が自然である。

### 応用分野

コーヒーカップからドーナツ（トーラス）への連続変形（同相写像の一種）とその逆

位相空間の概念の代表的な応用分野に位相幾何学がある。これは曲面をはじめとした幾何学的な空間（主に有限次元の多様体や単体的複体）の位相空間としての性質を探る分野である。前述のようにゴム膜のように連続変形しても位相空間としての構造は変わらないので、球面と楕円体は同じ空間であるが、トーラスは球面とは異なる位相空間である事が知られている。位相幾何学では、位相空間としての構造に着目して空間を分類したり、分類に必要な不変量(位相不変量)を定義したりする。
位相空間の概念は代数学や解析学でも有益である。例えば無限次元ベクトル空間を扱う関数解析学の理論を見通しよく展開するにはベクトル空間に位相を入れて位相空間の一般論を用いることが必須であるし（位相線型空間）、代数幾何学で用いられるザリスキ位相は、通常、距離から定めることのできないような位相である。
また、位相空間としての構造はその上で定義された様々な概念の制約条件として登場することがある。例えばリーマン面上の有理型関数のなす空間の次元は、リーマン面の位相構造によって制限を受ける(リーマン・ロッホの定理)。また三次元以上の二つの閉じた双曲多様体が距離空間として同型である必要十分条件は、位相空間として同型な事である(モストウの剛性定理)。

## 定義
位相空間にはいくつかの同値な定義がある。

### 開集合を使った特徴づけ
位相空間の定式化に必要な概念である開集合とは、直観的には位相空間の「縁を含まない」「開いた」部分集合である。
ただし、上では分かりやすさを優先して「縁を含まない」「開いた」と説明したが、これらの言葉を厳密に定義しようとすると位相空間の概念が必要である。そのため、これらを使って開集合を定義するのは循環論法になる。また、ここでいう「縁」(=境界)は通常の直観と乖離している場合もあり、例えば実数直線上の有理数の集合の境界は実数全体である。
そこで位相空間の定義では、「縁を含まない」とか「開いた」といった概念に頼ることなく、非常に抽象的な方法で開集合の概念を定式化する。
位相空間を定式化するのに必要なのは、どれが開集合であるのかを弁別するために開集合全体の集合 {\displaystyle {\mathcal {O}}} を指定する事と、{\displaystyle {\mathcal {O}}} が定められた性質を満たすことだけである。
位相空間の厳密な定義は下記のとおりである。
集合 {\displaystyle X} の部分集合族（冪集合の部分集合）{\displaystyle {\mathcal {O}}\subseteq 2^{X}} が下記の性質を全て満たすとき、{\displaystyle \left(X,\,{\mathcal {O}}\right)} を位相空間という。{\displaystyle X} を台集合といい、{\displaystyle {\mathcal {O}}} を開集合系という。{\displaystyle {\mathcal {O}}} の元を {\displaystyle X} の開集合という。
- 空集合と全体集合は開集合である。

{\displaystyle \varnothing ,\,X\in {\mathcal {O}}}
- 任意数個（無限個でもよい）の開集合の和集合もまた開集合である。

{\displaystyle \forall \ \left\{O_{\lambda }\right\}_{\lambda \,\in \,\varLambda }\subseteq {\mathcal {O}}:{\begin{aligned}\bigcup _{\lambda \,\in \,\varLambda }^{}\end{aligned}}\,O_{\lambda }\in {\mathcal {O}}}
- 任意の二つの開集合の共通部分もまた開集合である。（そのため、有限個の開集合の共通部分もまた開集合である。なお、無限個の開集合の共通部分もまた開集合であるとは限らない。）

{\displaystyle \forall \ O_{1},\,O_{2}\in {\mathcal {O}}:O_{1}\cap O_{2}\in {\mathcal {O}}}

集合 {1, 2, 3} における、開集合の公理を満たす部分集合の族や満たさない族の例。上二段の例はそれぞれ開集合の公理を満たすが、最下段の例は、左側は {2} と {3} の和集合である {2, 3} が入っていないため、右側は {1, 2} と {2, 3} の共通部分である {2} が入っていないため、どちらも開集合の公理を満たさない。

本節では、これらの性質を天下り的に与えるにとどめ、後の章で距離空間で具体的な位相に関し、この定義について論ずる。
開集合系 {\displaystyle {\mathcal {O}}} を一つ定める事で、集合 {\displaystyle X} が位相空間になるので、{\displaystyle {\mathcal {O}}} を {\displaystyle X} 上の位相（構造）という。
紛れがなければ開集合系 {\displaystyle {\mathcal {O}}} を省略し、位相空間を {\displaystyle X} と言い表す。
また位相空間 {\displaystyle X} の元を点と呼ぶ。
なお、集合算に関する空積および空和はそれぞれ全体集合と空集合になるので、{\displaystyle {\mathcal {O}}\not =\varnothing } と仮定すれば、上述の定義における最初の条件を課さなくてもよい。

### 閉集合を使った特徴づけ
開集合の補集合を閉集合という。全ての閉集合の集合 {\displaystyle {\mathcal {F}}=\left\{X\smallsetminus O\,|\,O\in {\mathcal {O}}\right\}} を閉集合系という。
開集合が直観的には「縁を含まない」、「開いた」集合だったのに対し、その補集合である閉集合は直観的には「縁を含んだ」、「閉じた」集合である。
本項ではこれまで、開集合系を使って位相空間を定義し、開集合の補集合として閉集合を定義したが、閉集合系{\displaystyle {\mathcal {F}}}を使って下記のように位相空間を定義する事もできる。この場合、開集合は閉集合の補集合として定義する。
定義 (閉集合系による位相空間の定義) ― 
Xを集合とし、{\displaystyle {\mathcal {F}}}をXのべき集合{\displaystyle {\mathfrak {P}}(X)}の部分集合とする。
{\displaystyle {\mathcal {F}}}が以下の性質を満たすとき、組 {\displaystyle (X,{\mathcal {F}})} を X を台集合とし{\displaystyle {\mathcal {F}}}を閉集合系とする位相空間と呼び、{\displaystyle {\mathcal {F}}}の元を X の閉集合と呼ぶ。
1. {\displaystyle \emptyset ,X\in {\mathcal {F}}}
2. {\displaystyle \forall F_{1},\forall F_{2}\in {\mathcal {F}}~~:~~F_{1}\cup F_{2}\in {\mathcal {F}}}
3. {\displaystyle \forall \{F_{\lambda }\}_{\lambda \in \Lambda }\subset {\mathcal {F}}~~:~~\bigcap _{\lambda \in \Lambda }F_{\lambda }\in {\mathcal {F}}}

閉集合系による位相空間の定義における3つの条件は、開集合系による位相空間の定義における3つの条件にド・モルガンの法則を適用することにより得られる。
なお、X の開集合でも閉集合でもあるような部分集合は X の開かつ閉集合と呼ばれる（定義から明らかに {\displaystyle \emptyset } および X は必ず開かつ閉である）。X には、開でも閉でもないような部分集合が存在しうる。

### 位相同型
二つの位相空間 {\displaystyle \left(X,\,{\mathcal {O}}_{X}\right)} と {\displaystyle \left(Y,\,{\mathcal {O}}_{Y}\right)} について、ある全単射 {\displaystyle f:X\to Y} が存在して

{\displaystyle O\in {\mathcal {O}}_{X}\leftrightarrow f\left(O\right)\in {\mathcal {O}}_{Y}}

を満たすとき、{\displaystyle \left(X,\,{\mathcal {O}}_{X}\right)} と {\displaystyle \left(Y,\,{\mathcal {O}}_{Y}\right)} は位相同型であるという。
位相空間論とは、位相同型で不変な性質（すなわち、{\displaystyle \left(X,\,{\mathcal {O}}_{X}\right)} がある性質を満たせば、それと位相同型な {\displaystyle \left(Y,\,{\mathcal {O}}_{Y}\right)} もその性質を満たすような性質）を議論する分野である。

## 距離空間の位相構造
すでに述べたように位相空間の概念を定義する主な動機の一つは、距離空間上で定義される諸概念をより一般の空間でも定義する事である。この意味において距離空間は最も基本的な位相空間の例であるので、本節では距離構造が位相構造を定める事を見る：
定理・定義 (距離から定まる位相) ― 
(X ,d )を距離空間とし、実数 ε > 0 と  x ∈ X に対し、xのε-近傍（ε-neighborhood）{\displaystyle B_{\varepsilon }(x)}を
{\displaystyle B_{\varepsilon }(x):=\{y\in X\mid d(x,y)<\varepsilon \}}
と定義するとき、
{\displaystyle {\mathcal {O}}_{d}=\{O\subset X\mid \forall x\in O\exists \varepsilon >0~~:~~B_{\varepsilon }(x)\subset O\}}
は開集合系の公理を満たす。 
{\displaystyle {\mathcal {O}}_{d}}を距離 d により定まる X の開集合系、もしくはd により定まる X の位相構造といい、
{\displaystyle (X,{\mathcal {O}}_{d})}を(X ,d )により定まる位相空間という。
xのε-近傍の事を、ε-球（ε-ball）、ε-開球（ε-open ball）、あるいは単に開球（open ball）ともいう。
上記のように定義した{\displaystyle {\mathcal {O}}_{d}}が位相の定義を満たす事を示すために、まず開集合を別の形で書き換える：
命題 (距離から定まる開集合の特徴づけ) ― 距離空間(X ,d )が定める位相を{\displaystyle {\mathcal {O}}_{d}}とし、OをXの部分集合とする。このとき、以下の３条件は同値である：
1. Oは{\displaystyle {\mathcal {O}}_{d}}の開集合である
2. 任意のx ∈ Oに対し、ある{\displaystyle \varepsilon _{x}>0}が存在し、{\displaystyle O=\bigcup _{x\in O}B_{\varepsilon _{x}}(x)}が成立する。
3. Oは（有限または無限個の）開球の和集合として書ける。すなわち族{\displaystyle \{B_{\varepsilon _{\lambda }}(x_{\lambda })\}_{\lambda \in \Lambda }\subset X}が存在し、{\displaystyle O=\bigcup _{x_{\lambda }\in \Lambda }B_{\varepsilon _{\lambda }}(x_{\lambda })}が成立する。

上述の命題の条件3から特に次の系が従う：
系 ― 開球は{\displaystyle {\mathcal {O}}_{d}}の開集合である。

上述の命題より、{\displaystyle {\mathcal {O}}_{d}}が位相の定義を満たす事が従う：
なお、位相空間の定義より開集合の（有限または無限個の）和集合は開集合であり、開集合の有限個の共通部分も開集合であるが、開集合の無限個の共通部分は開集合になるとは限らない。実際、任意の自然数n > 0に対し、1/n-球{\displaystyle B_{1/n}(x)}は定義より開集合であるが、
{\displaystyle \bigcap _{n\in \mathbb {N} }B_{1/n}(x)=\{x\}}
は開集合ではない。
上述のように集合X 上の距離構造に１つの位相構造が対応するが、この対応関係は一般には「単射」ではなく、異なる距離構造が同一の位相構造を定める事も多い。実際、次の命題が成立する：
命題 ― 
(X ,d )を距離空間とし、f : X → Xを連続な全単射で逆写像も連続なものとする。このとき、
{\displaystyle d'(x,y)=d(f(x),f(y))}
と定義すると、dとd'はX上に同一の位相構造を定める。
なお、上記の命題における「連続」の概念は距離空間における連続の事であるが、本稿では後で位相空間上の連続性を定義し、位相空間としての連続性の概念と距離空間としての連続性の概念が一致する事を見る。
上述の命題は、距離空間を連続変形しても位相構造が変わらない事を意味する。したがって連続変形に対して不変な性質を研究する位相幾何学にとって基礎的である。

### ベクトル空間の場合
本節では（実または複素）ベクトル空間における距離と位相の関係を述べる。本節の内容はベクトル空間が有限次元の場合は幾何学、無限次元の場合は解析学に応用がある。
ベクトル空間では、ノルムの概念を定義する事ができ、ベクトル空間上の距離としてはノルムから定まるものを考える事が多い。本節ではまずノルムの定義を振り返り、ノルムから定まる距離を定義し、その距離から定まる位相の性質を見る。

#### ノルムの定義
まずノルムとは何かを簡単に説明する：
定義 (ノルム) ― 
Kを{\displaystyle \mathbb {R} }もしくは{\displaystyle \mathbb {C} }とするとき、K上ベクトル空間Vのノルムとは写像
{\displaystyle \|\cdot \|~:~V\to K}
で以下の3性質を満たすものの事である。ここでx、yはVの元でαはKの元である：
1. ‖ x ‖ = 0 ⇔ x = 0
2. ‖ ax ‖ = |a|‖ x ‖
3. ‖ x + y ‖ ≤ ‖ x ‖ + ‖ y ‖

{\displaystyle \mathbb {R} ^{n}}上の代表的なノルムとして、p≧1に対するℓpノルム
{\displaystyle \|v\|_{p}=(|v_{1}|^{p}+\cdots +|v_{n}|^{p})^{1/p}}
が知られている。ここでv=(v1,...,vn)である。

#### ノルムから定まる距離と位相
V上にノルム‖ ・ ‖が1つ与えられると、
{\displaystyle d(x,y)=\|x-y\|}
により、V上の距離が定まる。

このようにノルムから距離が定まり、距離から位相が定まるが、ノルムが「同値」であるとそこから定まる位相が同一になる事が知られている：
定義・定理 (ノルムの同値性と位相) ― 
Vを（実もしくは複素）ベクトル空間とし、{\displaystyle \|\cdot \|}と{\displaystyle \|\cdot \|'}をV上定義された2つのノルムとする。{\displaystyle \|\cdot \|}、{\displaystyle \|\cdot \|'}が
{\displaystyle \exists C_{1},C_{2}>0\forall x\in V~:~C_{1}\|x\|'\leq \|x\|\leq C_{2}\|x\|'}
を満たすとき、{\displaystyle \|\cdot \|}、{\displaystyle \|\cdot \|'}は同値なノルムであるという。
{\displaystyle \|\cdot \|}、{\displaystyle \|\cdot \|'}が同値であれば、これらのノルムが定める距離
{\displaystyle d(x,y)=\|x-y\|}、{\displaystyle d'(x,y)=\|x-y\|'}
は V上に同一の位相を定める。

#### 有限次元ベクトル空間の場合
Vが有限次元の場合は次の事実が知られている：
命題 ― 
有限次元の（実もしくは複素）ベクトル空間上定義されるノルムは全て同値である。
この事実から、有限次元ベクトル空間の場合は、ノルムのとり方によらず同一の位相構造が定まる事がわかる。この位相を有限次元ベクトル空間上の自然な位相、通常の位相等と呼ぶ。

#### 無限次元ベクトル空間の場合
一方解析学で頻繁に使われる、無限次元のベクトル空間の場合は、同一のベクトル空間上に複数の同値でないノルムが存在し、それらのノルムがそれぞれ異なる位相構造を定める事になる。例えば[0,1]区間から{\displaystyle \mathbf {R} }への連続写像全体の集合
{\displaystyle C([0,1],\mathbf {R} )=\{f~:~[0,1]\to \mathbf {R} }, 連続{\displaystyle \}}
を写像の和と定数倍に関してベクトル空間とみなすと、各{\displaystyle p\geq 1}対し、Lpノルム
{\displaystyle \|f\|_{p}={\sqrt[{p}]{\int _{[0,1]}|f(x)|^{p}\mathrm {d} x}}}
が定義できるが、これらはpが異なれば異なる位相を定め、実際Lpノルムでは収束するのに別のLqノルムでは収束しない例を作る事ができる。
また無限回微分可能な写像の空間
{\displaystyle C^{\infty }([0,1],\mathbf {R} )=\{f~:~[0,1]\to \mathbf {R} }, 無限回微分可能{\displaystyle \}}
にはLpノルムの一般化であるソボレフノルム
{\displaystyle \|f\|_{k,p}={\sqrt[{p}]{\sum _{\ell =0}^{k}\int _{[0,1]}|f^{(\ell )}(x)|^{p}\mathrm {d} x}}}

も定義可能であるが、これらもk、pが異なれば異なる位相を定める。なお、{\displaystyle \|\cdot \|_{k,\infty }}の定める位相をCk-位相と呼び、この位相は位相幾何学で図形の連続変形を扱う際重要な役割を果たす。

## その他の具体例

### 密着位相、離散位相、補有限位相、補可算位相
定義・定理 ― Xを集合とする。このとき以下は位相の公理を満たす。
- 空集合{\displaystyle \emptyset }と全体集合Xのみを開集合とする位相を密着位相という。
- Xの任意の部分集合を開集合とする位相をXの離散位相という。
- Xの任意の有限部分集合と全体集合を閉集合とする位相をXの補有限位相という。
- Xの任意の可算部分集合と全体集合を閉集合とする位相をXの補可算位相（英語版）という。

密着位相と離散位相はいわば「両極端」の人工的な位相構造に過ぎないが、これらの位相構造は、位相に関する命題の反例として用いられる事がある。またこれらの位相構造は、任意の集合上に位相構造を定義できる事を意味している。
離散位相はX上に離散距離
{\displaystyle d(x,y)={\begin{cases}0&x=y\\1&{\text{otherwise}}\end{cases}}}
をいれたときに距離から定まる位相と一致する。
Xが1元集合、有限集合、可算集合の場合は明らかに密着位相、補有限位相、補可算位相はいずれも離散位相に一致する。
それ以外の場合、すなわちXが2元以上ある集合、無限集合、非可算集合の場合は、密着位相、補有限位相、補可算位相はX上のいかなる距離から定まる位相とも一致しない。

### ザリスキー位相
{\displaystyle P=\{2,3,5,7,\ldots \}}を素数の集合とする。各整数{\displaystyle n\in \mathbb {Z} }に対し、
{\displaystyle V(n)=\{p\in P\mid n}はpの倍数{\displaystyle \}}
と定義し、V(n)全体の集合を閉集合系とするP上の位相をP上のザリスキー位相という。
ザリスキー位相はP上のいかなる距離から定まる位相とも一致しないことが知られており、距離から定まらない位相でなおかつ数学の重要な研究対象となっているものの代表例である。
ザリスキー位相の概念は一般の可換環Rの素イデアル全体の集合に対しても定義する事ができる事が知られている。
一方、これとは全く異なる角度からザリスキー位相を定義する事ができる。Kを複素数体（もしくはより一般に代数的閉体）とし、Knを考える。そしてK上の多項式の任意の集合Sに対し、
{\displaystyle V(S)=\{x\in K^{n}\mid \forall f\in S~:~f(x)=0\}}
と定義し、V(S)全体の集合を閉集合系とする位相をKn上のザリスキー位相という。
以上で述べた２種類のザリスキー位相は一見全く異なるように見えるが、実は同種の概念を別の角度から見たものである事が知られている。これら２つが同種である事は代数幾何学の最も基本的な定理の一つとなっている。

### 加工により得られた位相空間
数学で使われる多くの位相空間は、距離空間（から定まる位相空間）のような既知の位相空間を加工して作られている。
例えば既知の２つの位相空間の和集合や積集合に対して、位相を定めてこれらを位相空間とみなしたり、位相空間上で同値関係を考えてその同値関係による商集合に対して位相を定めて位相空間とみなしたりする。
こうした加工の結果として得られる位相空間の例として、非常に重要なものの一つが多様体である。多様体とは、直観的にはn次元曲面のことであるが、これは{\displaystyle \mathbb {R} ^{n}}の部分集合を何枚も張り合わせる事で実現されている。
既知の位相空間の和集合、積集合、商集合といったものにどのような位相を定めるべきかに関しては一般的な導出方法が知られており、これについては「#位相空間の導出」の節で説明する。

## 位相空間に関する諸概念

### 定義

#### 内部、外部、境界
位相空間Xの部分集合Aに対し、Aの「内部」、「外部」、「境界」の概念を定義できる：
定義 (内点、外点、境界点) ― 

x は、それを含むある開集合もまた S に含まれるためS の内点である。一方y は S の境界上にある。

{\displaystyle (X,{\mathcal {O}})}を位相空間とし、AをX の部分集合とする。このとき、
- x ∈ X がAの内点であるとは、ある開集合O ⊂ Xが存在し、x ∈ O ⊂ Aが成立する事をいう。
- Acの内点をAの外点と呼ぶ。
- Aの内点でも外点でもない 点x ∈ XをAの境界点という。

定義 (内部、外部、境界) ― 
{\displaystyle (X,{\mathcal {O}})}を位相空間とし、AをX の部分集合とする。このとき、
- Aの内点全体の集合をAの内部（ないぶ, 英: interior）または開核といい、{\displaystyle A^{\circ },\operatorname {Int} A}などと表す。
- Aの外点全体の集合をの外部（がいぶ, 英: exterior）といい、{\displaystyle A^{e},\ \ \operatorname {Ext} A}などと表す。
- 境界点全体の集合をAの境界（きょうかい, 英: frontier）とい、{\displaystyle \operatorname {Fr} A,\ \operatorname {Bd} A,\ \partial A} などと表す。

なお、境界を表す記号「{\displaystyle \partial A}」は多様体の縁（ふち, 英: boundary）を表す記号としても使われるが、両者は似て非なる概念なので注意が必要である。

#### 閉包
さらに閉包を次のように定義する：
定理・定義 (閉包、触点) ― 
{\displaystyle (X,{\mathcal {O}})}を位相空間とし、A をX の部分集合とする。このとき、
- {\displaystyle A^{\circ }\cup \operatorname {Fr} (A)}をA の閉包（へいほう, 英: closure）と呼び、{\displaystyle {\bar {A}},~\operatorname {Cl} (A),~A^{-}}などと表す。
- Aの閉包の元をAの触点という。

定義から明らかに次が成立する：
命題 (内部と閉包の関係) ― 　
- {\displaystyle {\overline {A^{c}}}=(A^{\circ })^{c}}

よって内部と閉包は双対的な関係にあり、内部に関する性質にド・モルガンの法則を適用する事で閉包の性質を導く事ができる。

### 基本的な性質
定義より明らかに次が成立する。
命題 ― 　
- x ∈ XがAの外点 ⇔ x ∈ Oを満たすある開集合O ⊂ Xが存在し、O ⊂ Ac
- x ∈ XがAの境界点 ⇔ x ∈ Oを満たす任意の開集合O ⊂ Xに対し、{\displaystyle A\cup O\neq \emptyset } かつ {\displaystyle A^{c}\cup O\neq \emptyset }
- x ∈ XがAの触点 ⇔ x ∈ Oを満たす任意の開集合O ⊂ Xに対し、{\displaystyle A\cap O\neq \emptyset }

Xが距離空間であれば、上では「x ∈ Oを満たすある開集合O ⊂ X」、「x ∈ Oを満たす任意の開集合O ⊂ X」となっているところを、「xのあるε-近傍{\displaystyle B_{\varepsilon }(x)}」「xの任意のε-近傍{\displaystyle B_{\varepsilon }(x)}」に変えてもよい。これについては基本近傍系について記述する際、より詳しく述べる。
さらに次が成立する。
命題 ― 　
位相空間{\displaystyle (X,{\mathcal {O}})}の任意の部分集合Aに対し次が成立する：
- 内部、境界、外部は、全空間X を排他的に分割する。すなわち、{\displaystyle A^{\circ }\sqcup \operatorname {Fr} (A)\sqcup A^{e}=X}
- {\displaystyle A^{\circ }\subset A\subset {\bar {A}}}
- Aの内部、外部は開集合で、境界、閉包は閉集合である。

### 内部、閉包の性質
内部および閉包は以下のようにも特徴づけられる事が知られている：
命題 (内部および閉包の特徴づけ) ― 　
位相空間{\displaystyle (X,{\mathcal {O}})}の任意の部分集合Aに対し次が成立する：
- {\displaystyle A^{\circ }}はAに含まれる最大の開集合{\displaystyle \bigcup _{O\in {\mathcal {O}},O\subset A}O}に一致する[2]。
- {\displaystyle {\bar {A}}}はAを含む最小の閉集合{\displaystyle \bigcap _{F\in {\mathcal {F}},A\subset F}F}に一致する[2]。

内部の概念は以下を満たす：
定理 (内部の性質) ― 
位相空間Xの任意の部分集合A、Bに対し、以下が成立する：
1. {\displaystyle A^{\circ }\subset A}
2. {\displaystyle (A^{\circ })^{\circ }=A^{\circ }}
3. {\displaystyle (A\cap B)^{\circ }=A^{\circ }\cap B^{\circ }}
4. {\displaystyle X^{\circ }=X}

{\displaystyle {\bar {A}}=((A^{c})^{\circ })^{c}}である事を用いて、以上で述べた内部に関する結果をド・モルガンの法則により閉包の結果に翻訳できる：
定理 (クラトウスキイの公理系) ― 
位相空間Xの任意の部分集合A、Bに対し、以下が成立する：
1. {\displaystyle A\subset {\overline {A}}}
2. {\displaystyle {\overline {\overline {A}}}={\overline {A}}}
3. {\displaystyle {\overline {A\cup B}}={\overline {A}}\cup {\overline {B}}}
4. {\displaystyle {\overline {\emptyset }}=\emptyset }

#### 内核作用素・閉包作用素による位相の特徴づけ
{\displaystyle (X,{\mathcal {O}})}を位相空間とするとき、
- 写像{\displaystyle A\subset X\mapsto A^{\circ }}を内核作用素という[2]。
- 写像{\displaystyle A\subset X\mapsto {\bar {A}}}を閉包作用素という[2]。

本項ではこれまで、開集合系を使って位相空間を定義し、これをベースに内核作用素を定義したが、逆に上述の性質を満たす内核作用素の概念を使って位相空間を定義し、これを使って開集合と定義する事も可能である。すなわち以下が成立する：
定理 (内核作用素による位相の特徴づけ) ― 
Xを集合とし、Xの冪集合からそれ自身への写像
{\displaystyle \mathrm {Int} ~:~{\mathfrak {P}}(X)\to {\mathfrak {P}}(X)}
で、{\displaystyle A^{\circ }:=\mathrm {Int} (A)}が「定理（内核作用素の性質）」で述べた4性質を満たすものとする。
このときX上の位相構造{\displaystyle {\mathcal {O}}}で位相空間{\displaystyle (X,{\mathcal {O}})}の内核作用素が{\displaystyle \mathrm {Int} }に一致するものがただ一つ存在する
{\displaystyle {\mathcal {O}}}の開集合系{\displaystyle {\mathcal {O}}}は具体的には以下のように書ける：
{\displaystyle {\mathcal {O}}=\{O\subset X\mid O=\mathrm {Int} (O)\}}
{\displaystyle {\bar {A}}=((A^{c})^{\circ })^{c}}である事を用いて、以上の結果を閉包作用素の結果に翻訳できる：
定理 (閉包作用素による位相の特徴づけ) ― 
Xを集合とし、Xの冪集合からそれ自身への写像
{\displaystyle \mathrm {Cl} ~:~{\mathfrak {P}}(X)\to {\mathfrak {P}}(X)}
で、{\displaystyle {\bar {A}}:=\mathrm {Cl} (A)}がクラトウスキイの公理系を満たすものとする。
このときX上の位相構造{\displaystyle {\mathcal {O}}}で位相空間{\displaystyle (X,{\mathcal {O}})}の閉包作用素が{\displaystyle {\bar {A}}=\mathrm {Cl} (A)}に一致するものがただ一つ存在する。
{\displaystyle {\mathcal {O}}}の閉集合系{\displaystyle {\mathcal {F}}}は具体的には以下のように書ける：
{\displaystyle {\mathcal {F}}=\{F\subset X\mid F={\bar {F}}\}}

### その他の関連概念

#### 集積点、導集合
定義 (集積点、導集合、孤立点) ― 
{\displaystyle (X,{\mathcal {O}})}を位相空間とし、AをXの部分集合とする。このとき、
- x∈Xが{\displaystyle A\setminus \{x\}}の触点であるとき、xをAの集積点という[2]。
- Aの集積点全体の集合を導集合といい、Adと表す[2]。
- {\displaystyle A\setminus A^{d}}の元をAの孤立点という[2]。

定義より明らかに次が成立する。
命題 ― 　
- x ∈ XがAの集積点 ⇔ x ∈ Oを満たす任意の開集合O ⊂ Xに対し、Oはx以外にAの元を含む。
- x ∈ XがAの孤立点 ⇔ x ∈ Aであり、しかもx ∈ Oを満たすある開集合O ⊂ Xがあって、Oはx以外にAの元を含まない。

#### 稠密
定義 (稠密) ― 
Aが位相空間{\displaystyle (X,{\mathcal {O}})}の稠密な部分集合であるとは、A の閉包が X に一致することである。
これは言い換えるとX の任意の点の任意の近傍が、A と交わることを意味する。
可算な稠密部分集合をもつ位相空間は可分であるといい、例えば{\displaystyle \mathbb {R} }においては{\displaystyle \mathbb {Q} }が可算な稠密部分集合なので、{\displaystyle \mathbb {R} }は可分である。

## 近傍
本節では近傍の定義を述べ、その基本的な性質を述べる。後述するように近傍は位相空間における収束の概念を定義するのに用いられるが、それ以外にもある点xの周りの局所的な性質を記述する際に広く使われている。

### 定義
近傍の定義は以下のとおりである：
定義 (近傍系、開近傍系) ― 
{\displaystyle (X,{\mathcal {O}})}を位相空間とし、xをXの点とする。このとき、
x ∈ O 
を満たす開集合をxの開近傍（かいきんぼう, 英: open neighborhood）という。
またX の部分集合Nが以下を満たすとき、Nはxの 近傍（きんぼう, 英: neighborhood）であるという
ある開集合O ⊂ Xが存在し、x ∈ O ⊂ N
点xの近傍全体の集合をxの近傍系といい、xの開近傍全体の集合をxの開近傍系という。
近傍系のことを近傍フィルター（英: neighborhood filter）ともいう。
なお、「近傍」という名称であるが、上述の定義から分かるように、全空間Xも点xの近傍であり、xの「近く」の点だけを含むわけではない。（そもそも距離が定義されていないので「近く」という概念を定義できない）。

### 基本近傍系
点xの近傍Nはx ∈ O ⊂ Nを満たし、距離空間における開集合Oは{\displaystyle B_{\varepsilon }(x)\subset O}を満たす。したがって以下のように基本近傍系の概念を定義すると、距離空間においては{\displaystyle \{B_{\varepsilon }(x)\mid \varepsilon >0\}}が基本近傍系になっている事がわかる。また一般の位相空間でも開近傍全体の集合が基本近傍系になる事がわかる。
定義 (基本近傍系) ― 
{\displaystyle (X,{\mathcal {O}})}を位相空間とし、xをXの点とし、{\displaystyle {\mathcal {N}}_{x}}をxの近傍系とする。{\displaystyle {\mathcal {N}}_{x}}の部分集合{\displaystyle {\mathcal {B}}_{x}}が以下を満たすとき、{\displaystyle {\mathcal {B}}_{x}}をxにおける基本近傍系という：
任意の近傍{\displaystyle N\in {\mathcal {N}}_{x}}に対し、ある{\displaystyle B\in {\mathcal {B}}_{x}}が存在し、x ∈ B ⊂ N
近傍概念は収束などxの局所的な振る舞いを記述する際に用いられるので、多くの場合全ての近傍を考える代わりに、基本近傍系のみを考えれば十分である。例えば次が成立する：
命題 ― 　
{\displaystyle {\mathcal {B}}_{x}}を位相空間{\displaystyle (X,{\mathcal {O}})}の点xにおける基本近傍系とする。このとき、
- x ∈ XがAの内点 ⇔ {\displaystyle \exists N\in {\mathcal {B}}_{x}~:~N\subset A}
- x ∈ XがAの外点 ⇔ {\displaystyle \exists N\in {\mathcal {B}}_{x}~:~N\subset A^{c}}
- x ∈ XがAの境界点 ⇔ {\displaystyle \forall N\in {\mathcal {B}}_{x}~:~A\cup N\neq \emptyset } かつ {\displaystyle A^{c}\cup N\neq \emptyset }
- x ∈ XがAの触点 ⇔ {\displaystyle \forall N\in {\mathcal {B}}_{x}~:~A\cap N\neq \emptyset }
- x ∈ XがAの集積点 ⇔ {\displaystyle \forall N\in {\mathcal {B}}_{x}~:~}Nはx以外にAの元を含む。

距離空間においては点xのε-近傍全体が基本近傍系をなすので、上記の定理より、距離空間においては内点、外点といった概念はε-近傍を用いて定義可能である。教科書によっては、このε-近傍を用いた定義を距離空間における内点、外点等の定義として採用しているものもある。

### 近傍系の性質
近傍系は以下の性質を満たす：
定義 (ハウスドルフの公理系) ― 
点xの近傍系を{\displaystyle {\mathcal {N}}_{x}}で表すとき、Xの任意の部分集合N、N'、Mに対して以下が成立する。
- {\displaystyle N,N'\in {\mathcal {N}}_{x}\Rightarrow N\cap N'\in {\mathcal {N}}_{x}}
- {\displaystyle N\in {\mathcal {N}}_{x},~M\supset N\Rightarrow M\in {\mathcal {N}}_{x}}
- {\displaystyle N\in {\mathcal {N}}_{x}}であれば、ある{\displaystyle L\in {\mathcal {N}}_{x}}が存在し全ての{\displaystyle y\in L}に対して{\displaystyle N\in {\mathcal {N}}_{y}}

ハウスドルフの公理系を満たす近傍系は位相を特徴づける：
定理 (近傍系による位相の特徴づけ) ― 
Xを集合とし、Xの元にXの冪集合の冪集合の元を対応させる写像
{\displaystyle {\mathcal {N}}\colon X\to {\mathfrak {P}}({\mathfrak {P}}(X)),~x\mapsto {\mathcal {N}}_{x}}
がハウスドルフの公理系を満たしたとする。このときX上の位相構造{\displaystyle {\mathcal {O}}}で位相空間{\displaystyle (X,{\mathcal {O}})}の各点xの近傍が{\displaystyle {\mathcal {N}}_{x}}に一致するものがただ一つ存在する。
{\displaystyle {\mathcal {O}}}は具体的には以下のように書ける：
{\displaystyle {\mathcal {O}}=\{O\subset X\mid \forall x\in O~:~O\in {\mathcal {N}}_{x}\}}

## 収束
本節の目標は、位相空間上での収束概念を定義し、収束概念によってこれまで述べてきた様々な概念を捉え直す事にある。
位相空間における収束概念は、距離空間における点列の収束概念を適切に修正する事により得られる：
定義 (距離空間における点列の収束) ― 
{\displaystyle (X,d)}を距離空間とする。Xの点列{\displaystyle (x_{n})_{n\in \mathbb {N} }}がXの点xに収束するとは以下が成立する事を言う：
{\displaystyle \forall \varepsilon >0\exists n_{0}\in \mathbb {N} \forall n>n_{0}~:~x_{n}\in B_{\varepsilon }(x)}
ここで、{\displaystyle B_{\varepsilon }(x)=\{y\in X|d(y,x)<\varepsilon \}}である。
位相空間における収束を定義するにあたり、上述の距離空間における収束の定義に２つの変更を行う：
1. ε-近傍{\displaystyle B_{\varepsilon }(x)}の代わりに一般の近傍を用いる。
2. 点列の概念を一般化した有向点族の概念を導入し、有向点族の収束を定義する。

1番目の変更を行うのは、位相空間には距離の概念がないので、そもそもε-近傍を定義できないからである。一方2番目の変更を行うのは、点列の収束概念だけでは位相空間の諸概念を定式化するのに不十分だからである。たとえば距離空間の場合には連続性の概念は
{\displaystyle \lim _{n\to \infty }f(x_{n})=f(\lim _{n\to \infty }x_{n})}
が収束する任意の点列に対して成り立つ事により定式化できるが、一般の位相空間の場合は「任意の点列」ではなく「任意の有向点族」に対してこれと類似の性質が成り立つ事により連続性を定義する必要がある。
なぜなら点列の場合は添字集合が可算なので、点列の概念で連続性を捉え切るには位相空間の方にも何らかの可算性を要求する必要があり（列型空間を参照）、一般の位相空間の連続性の概念を適切に定義するには点列の概念では不足だからである。
なお、位相空間上ではフィルターの収束という、もう一つの収束概念を定式化できる事が知られているものの、収束する有向点族と収束するフィルターとにはある種の対応関係がある事が知られている。詳細は有向点族#フィルターとの関係を参照。

### 有向点族
すでに述べたように位相空間では点列の概念を一般化した有向点族の概念を定義した上でその収束を定義する。本節では有向点族の定義を与える。その為にまず有向集合の概念を定義する
定義 (有向集合) ― 
空でない集合ΛとΛ上の二項関係「≤ 」の組 (Λ, ≤)が有向集合（ゆうこうしゅうごう、英: directed set）であるとは、「≤ 」が以下の性質を全て満たす事を言う:
- （反射律）∀λ∈Λ : λ ≤λ
- （推移律）∀λ,μ,ν∈Λ : λ ≤ μ, μ ≤ν ⇒ λ ≤ ν
- Λの任意の二元が上界を持つ。すなわち∀λ,μ∈Λ∃ν∈Λ : λ ≤ ν, μ ≤ν

なお、有向集合の二項関係「≤ 」は、反射律と推移律を満たすのものの反対称律は満たす必要がないので、前順序ではあるものの順序の定義は満たしていない。
定義 (有向点族) ― 集合X上の有向点族とは、X上の族(xλ)λ∈Λで添字集合Λが有向集合であるものを指す。有向点族はネット (英: net)、 Moore-Smith 列(英: Moore-Smith sequence)、generalized sequenceなどとも呼ばれる。
具体的にはXに値を取る点列{\displaystyle (x_{n})_{n\in \mathbb {N} }}や、実数を定義域に持つX値関数fから定義される族{\displaystyle (f(x))_{x\in \mathbb {R} }}が{\displaystyle \mathbb {N} }や{\displaystyle \mathbb {R} }上に自然な順序を入れた場合に有向点族になるので、これらの収束概念は有向点族の収束概念により定式化できる。
しかしより重要なのは、以下に述べる開近傍系を添字集合に取る有向点族である
命題 (開近傍系を添字集合に取る有向点族) ― 
aを位相空間Xの点とし、{\displaystyle {\mathcal {V}}_{a}}をaの開近傍系とする。このとき{\displaystyle {\mathcal {V}}_{a}}上の二項関係
{\displaystyle U\leq V~:\!\iff V\supset U~~~~{\text{for }}U,V\in {\mathcal {V}}_{a}}
を入れると、{\displaystyle ({\mathcal {V}}_{a},\leq )}は有向集合である。よって{\displaystyle {\mathcal {V}}_{a}}を添え字に取るX上の任意の族{\displaystyle (x_{U})_{U\in {\mathcal {V}}_{a}}}はこの二項関係に関して有向点族である。
上の例で特に
{\displaystyle x_{U}\in U}
を満たす有向点族{\displaystyle (x_{U})_{U\in {\mathcal {V}}_{a}}}を考えれば、Uが小さくなればなるほど{\displaystyle x_{U}\in U}がaに「近づく」ので、この有向点族が収束概念を考える際に重要な役割を果たす事が了解されるであろう。
また開近傍系は開集合の集まりなので、この有向点族{\displaystyle (x_{U})_{U\in {\mathcal {V}}_{a}}}は、これまで開集合の概念を通して定義してきた位相空間の概念と有向点族の収束性の概念との、いわば架け橋として機能し、開集合の概念から収束を定式化したり、逆に収束の概念から開集合を逆に定式化したりする際に役に立つ。
なお上では開近傍系を添字集合とする有向点族について記したが、（開とは限らない）近傍系を添字集合とする有向点族も同様に定義できる。

#### 部分有向点族
先に進む前に部分有向点族の概念を定義する。この概念は収束概念を定義する上では使わないが、収束概念を使って位相空間上の他の概念を定式化する際に用いる。
定義 (部分有向点族) ― 
Xを集合とし、X上の有向点族{\displaystyle (y_{\gamma })_{\gamma \in \Gamma }}、{\displaystyle (x_{\lambda })_{\lambda \in \Lambda }}に対し、以下の性質を満たすh : Γ→Λが存在するとき、{\displaystyle (y_{\gamma })_{\gamma \in \Gamma }}は{\displaystyle (x_{\lambda })_{\lambda \in \Lambda }}の部分有向点族という：
1. {\displaystyle \forall \gamma \in \Gamma ~:~y_{\gamma }=x_{h(\gamma )}}
2. {\displaystyle \forall \lambda \in \Lambda \exists \gamma _{0}\in \Gamma \forall \gamma \in \Gamma ~:~\gamma \geq \gamma _{0}\Rightarrow h(\gamma )\geq \lambda }

（2を強共終性(英: strong cofinality)という）
上の定義でhが単射である事を要求してない事に注意されたい。これはもしh に単射性を要求すると病的な例（Tychonoff plank）のせいでいくつかの当然と思われる定理が成り立たなくなってしまうからである。
これが原因で、点列{\displaystyle (x_{n})_{n\in \mathbb {N} }}を有向点族とみなした場合の部分有向点族は点列になっていない場合もあり得る。実際、{\displaystyle (x_{h(\gamma )})_{\gamma \in \Gamma }}を{\displaystyle (x_{n})_{n\in \mathbb {N} }}の部分有向点族とすると、h が単射でない事から同じx nが部分有向点族に複数回（場合によっては非可算無限回）登場するかもしれないし、Γも全順序ではないかもしれない。
なお本項に載せた部分有向点族の定義は(Kelly 1975)による。書籍によってはこれとは異なる定義を採用している場合もあるが、こうした別定義とも何らかの意味で同値である事が示されている。

### 収束の定義
以上の準備のもと、有向点族の収束の概念を定義する。
定義 (有向点族の収束) ― 
{\displaystyle (X,{\mathcal {O}})}を位相空間とする。X上の有向点族{\displaystyle x=(x_{\lambda })_{\lambda \in \Lambda }}がa∈Xに収束するとは、
∀U (a の近傍) {\displaystyle \exists \lambda _{0}\in \Lambda \forall \lambda >\lambda _{0}~~:~~x_{\lambda }\in U}
が成立する事をいう。{\displaystyle x=(x_{\lambda })_{\lambda \in \Lambda }}の収束先aが一意であれば、
{\displaystyle \lim _{\lambda \to \infty }x_{\lambda }=a}、{\displaystyle \lim _{\Lambda }x=a}
等と表す。
{\displaystyle {\mathcal {B}}_{x}}をxの基本近傍系とするとき、以上の定義における「xの任意の近傍U」を「{\displaystyle {\mathcal {B}}_{x}}の任意の元U」に変えたとしても定義としては同値になる。
よって特に、距離空間から定義される位相空間の場合は、「xの任意のεｰ近傍」としてもよい。従って点列の収束に関しては位相空間におけら収束と本章の冒頭にあげた距離空間における収束の定義は一致する。

### 収束の一意性
一般の位相空間において有向点族の収束の一意性は必ずしも成立しないものの、収束の一意性が保証される必要十分条件は下記のように記述できる事が知られている：

相異なる2点を分離するそれぞれの開近傍

定理・定義 (ハウスドルフ性) ― 
位相空間{\displaystyle (X,{\mathcal {O}})}において、下記の２つの性質は同値である。これらの性質の１つ（したがって両方を満たす事）をハウスドルフ性もしくはハウスドルフの分離公理といい、ハウスドルフ性が成り立つ位相空間をハウスドルフ空間もしくはT2-空間という。
- X上の任意の有向点族{\displaystyle (x_{\lambda })_{\lambda \in \Lambda }}に対し、 {\displaystyle (x_{\lambda })_{\lambda \in \Lambda }}が収束すればその収束先は一意である。
- X上の任意の2点x、yに対し、xの開近傍Uと、yの開近傍Vが存在しU∩V'=∅

なお、ハウスドルフ性は数ある「分離公理」の一つであり、「T2-空間」という名称も「T1-空間」や「T3-空間」といった他の分離公理と区別するための名称である。詳細は本項の分離公理の説明や分離公理の項目を参照されたい。

### 収束による諸概念の再定式化
有向点族の収束概念を用いると、閉包の概念を収束によって捉え直す事ができるようになる：
定理 (有向点族による特徴づけ) ― 
Aを位相空間Xの任意の部分集合とき、以下が成立する：
- Aは閉集合である⇔A上の有向点族(xλ)λ∈Λでa∈Xに収束するものがあれば、a∈Aである[13]。
- 点aがAの閉包に含まれる⇔A上のある有向点族(xλ)λ∈Λが存在し、(xλ)λ∈Λはaに収束する[13]。
- 点aがAの集積点である⇔{\displaystyle A\setminus \{a\}}上のある有向点族(xλ)λ∈Λが存在し、(xλ)λ∈Λはaに収束する[13]。

上の定理の閉集合に関する部分は以下のように非常に簡単に示せる。他のものの証明も同様である：
距離空間では、点列の収束概念を用いて閉包や閉集合を同様にして特徴づけができる事が知られており、上記の２つの定理はこの特徴づけを一般の位相空間に拡張したものである。しかし一般の位相空間の場合、上記2定理で述べられているように、距離空間と違い「点列」ではなく「有向点族」で特徴づける必要がある。
なぜなら点列の添字が全順序な可算集合であるという制約が原因で、一般の位相空間の性質を記述するには不足であり、点列の概念で閉集合や開集合を特徴づけるには位相空間の方にも可算性に関する条件を満たす必要があるからである。詳細は列型空間を参照されたい。

### 二重極限の定理
次に有向点族の二重極限に関する定理を紹介する。後述するように、この定理は有向点族の極限で位相を特徴づける際に役立つ。定理を記述するため、まず有向集合の直積に有向集合構造が入る事を見る：
命題・定義 (有向集合の直積) ― 
(Γλ)λ∈Γを有向集合の族とするとき、(Γλ)λ∈Γの集合としての直積
{\displaystyle {\underset {\lambda \in \Lambda }{\times }}\Gamma _{\lambda }}に
{\displaystyle (\gamma _{\lambda })_{\lambda \in \Lambda }\geq (\xi _{\lambda })_{\lambda \in \Lambda }~:\iff \forall \lambda \in \Lambda ~:~\gamma _{\lambda }\geq \xi _{\lambda }}
という順序を入れると、{\displaystyle {\underset {\lambda \in \Lambda }{\times }}\Gamma _{\lambda }}は有向集合になる。この順序をいれた{\displaystyle {\underset {\lambda \in \Lambda }{\times }}\Gamma _{\lambda }}を
(Γλ)λ∈Γの有向集合としての直積という。
定理 (二重極限の定理（英: Theorem on Iterated limit）) ― 
Λを有向集合とし、各λ∈Λに対し、Γλを有向集合とし、{\displaystyle (X,{\mathcal {O}})}を位相空間とする。
各λ∈Λに対し、有向集合Γλを添え字とするX上の有向点族{\displaystyle x_{\lambda }=(x_{\lambda ,\gamma })_{\gamma \in \Gamma _{\lambda }}}が、yλに収束するとし、さらに有向点族{\displaystyle (y_{\lambda })_{\lambda \in \Lambda }}がzに収束するものとする。
(Γλ)λ∈Λの直積を{\displaystyle \Gamma ={\underset {\lambda \in \Lambda }{\times }}\Gamma _{\lambda }}とし、有向点族{\displaystyle (w_{\lambda ,\xi })_{(\lambda ,\xi )\in \Lambda \times \Gamma }=(x_{\lambda ,\xi _{\lambda }})_{(\lambda ,\xi )\in \Lambda \times \Gamma }}を考える（ただし{\displaystyle \xi =(\xi _{\lambda })_{\lambda \in \Lambda }\in \Gamma ={\underset {\lambda \in \Lambda }{\times }}\Gamma _{\lambda }}と定める）。
このとき{\displaystyle (w_{\lambda ,\xi })_{(\lambda ,\xi )\in \Lambda \times \Gamma }}はzに収束する。

### 極限による位相の特徴づけ
最後に有向点族による極限概念によって位相が特徴づけられる事を見る：
定理 (極限による位相の特徴づけ) ― 
Xを集合とし、{\displaystyle {\mathcal {C}}}をX上の有向点族とXの点の組からなるクラスとする。
{\displaystyle ((x_{\lambda })_{\lambda \in \Lambda },y)\in {\mathcal {C}}}であるとき{\displaystyle (x_{\lambda })_{\lambda \in \Lambda }}がyに{\displaystyle {\mathcal {C}}}-収束するという事にするとき、以下が成立するとする：
- xλが恒等的にyに等しければ、{\displaystyle (x_{\lambda })_{\lambda \in \Lambda }}はyに{\displaystyle {\mathcal {C}}}-収束する
- {\displaystyle (x_{\lambda })_{\lambda \in \Lambda }}がyに{\displaystyle {\mathcal {C}}}-収束するとき、{\displaystyle (x_{\lambda })_{\lambda \in \Lambda }}の任意の部分有向点族もyに{\displaystyle {\mathcal {C}}}-収束する
- {\displaystyle (x_{\lambda })_{\lambda \in \Lambda }}がyに{\displaystyle {\mathcal {C}}}-収束しないとき、{\displaystyle (x_{\lambda })_{\lambda \in \Lambda }}の部分有向点族{\displaystyle (x_{\lambda _{\gamma }})_{\gamma \in \Gamma }}で{\displaystyle (x_{\lambda _{\gamma }})_{\gamma \in \Gamma }}のいかなる部分有向点族もyに{\displaystyle {\mathcal {C}}}-収束しないものが存在する。
- 二重極限の定理で「収束」を「{\displaystyle {\mathcal {C}}}-収束」に置き換えたものを満たす。

このときX上の位相構造{\displaystyle {\mathcal {O}}}で{\displaystyle (X,{\mathcal {O}})}における有向点族の収束が{\displaystyle {\mathcal {C}}}-収束に一致するものが唯一存在する。{\displaystyle {\mathcal {O}}}における閉包作用素は具体的には以下のように書ける：
{\displaystyle {\bar {A}}={\Bigg \{}y\in X~{\Bigg |}~\exists (x_{\lambda })_{\lambda \in \Lambda }\subset A~:~(x_{\lambda })_{\lambda \in \Lambda }}はyに{\displaystyle {\mathcal {C}}}-収束する{\displaystyle {\Bigg \}}}

## 連続性と位相同型
本節では位相空間{\displaystyle (X,{\mathcal {O}}_{X})}から別の位相空間{\displaystyle (Y,{\mathcal {O}}_{Y})}に向かって定義された関数f: X → Yの連続性の概念を定義する。後述するように位相空間における連続性の概念は、距離空間における連続性の定義で「点列」を「有向点族」に置き換える事で定義可能であるが、近傍や開集合といった、位相空間の概念を使った別定義も可能であり、両者の定義は同値となる。
なお、紛れがなければ、fが2つの位相空間の間の写像である事を強調して、「f: X → Y」ではなく
{\displaystyle f~:~(X,{\mathcal {O}}_{X})\to (Y,{\mathcal {O}}_{Y})}
という表記を用いる事もある。

### 一点での連続性
位相空間X上で定義された関数fの点x∈Xにおける連続性を以下のように定義する。
定義・定理 (一点における連続性) ― 
{\displaystyle (X,{\mathcal {O}}_{X})}、{\displaystyle (Y,{\mathcal {O}}_{Y})}を位相空間とし、f: X → Yを写像とし、xをXの点とする。このとき以下の２条件は同値であり、この２条件の一方（したがって両方）を満たすとき、fはx∈Xで連続(英: continuous)であるという。以下で{\displaystyle {\mathcal {N}}_{x}}はxの(開とは限らない)近傍全体を表す：
- xに収束する任意の有向点族{\displaystyle (x_{\lambda })_{\lambda \in \Lambda }}に対し、{\displaystyle (f(x_{\lambda }))_{\lambda \in \Lambda }}は{\displaystyle f(x)}に収束する。
- f(x)の近傍のfによる逆像はxの近傍である。すなわち、
　　{\displaystyle \forall N\in {\mathcal {N}}_{f(x)}~:~f^{-1}(N)\in {\mathcal {N}}_{x}}

我々はXにハウスドルフ性を仮定していないので、以上の定理で有向点族の収束の一意性が保証されていない事に注意されたい。

### 全点での連続性
関数{\displaystyle f~:~(X,{\mathcal {O}}_{X})\to (Y,{\mathcal {O}}_{Y})}が定義域上の任意の点x∈Xで連続であるとき、fは定義域の全点で連続、あるいは単に連続であるという。fの連続性は以下のようにも特徴づける事ができる。
定理 (連続性の特徴づけ) ― 
{\displaystyle f~:~(X,{\mathcal {O}}_{X})\to (Y,{\mathcal {O}}_{Y})}を位相空間から位相空間への関数とするとき、以下は同値である。
- fは連続である。
- 開集合の逆像は開集合である。すなわち{\displaystyle \forall O\in {\mathcal {O}}_{Y}~:~f^{-1}(O)\in {\mathcal {O}}_{X}}である[17]。
- 閉集合の逆像は閉集合である。すなわち{\displaystyle \forall F\in {\mathcal {F}}_{Y}~:~f^{-1}(F)\in {\mathcal {F}}_{X}}である[17]。
- 任意のA⊂Xに対し{\displaystyle f({\bar {A}})\subset {\overline {f(A)}}}[17]。

### 一様連続と一様収束
これまで説明してきたように、連続性と収束性は、位相空間で定義可能な代表的な性質である。しかしこれらを強めた概念である一様連続性と一様収束性は、位相のみをベースにして定義する事はできない。
これらの概念は、距離空間と位相空間の中間の強さを持つ概念である一様空間で定義可能である。

### 位相同型
定義 (位相同型) ― 
{\displaystyle (X,{\mathcal {O}}_{X})}、{\displaystyle (Y,{\mathcal {O}}_{Y})}を位相空間とし、f : X → Y を写像とするとき、f が同相写像であるとは、f が全単射で、しかもf と f−1 が両方とも連続であることをいう。
また、X、Y 間に同相写像が存在するとき、{\displaystyle (X,{\mathcal {O}}_{X})}、{\displaystyle (Y,{\mathcal {O}}_{Y})}は位相同型もしくは同相であるという。
位相同型性は、位相空間のクラスにおける同値関係であることを簡単に確認できる。
位相空間論や、その応用分野である位相幾何学では、「位相同型で不変」(位相不変性)な性質(位相的性質)を探ったり、そうした性質により、空間を分類する。

### 位相不変量
位相不変な性質の中には位相不変量と呼ばれる、位相空間の性質によって決まる「量」がある。
χが「位相不変量」であるとは、以下の性質を満たすことを言う
X と Y が位相同型⇒χ(X )=χ(Y )
これの対偶をとると、
χ(X )≠χ(Y )⇒ X と Y が位相同型でない
したがって位相不変量に着目することで、二つの空間を位相的に分類することができる。
簡単な位相不変量として、位相空間の「連結成分数」がある。本項では、連結成分数の厳密な定義は割愛するが、直観的にはその名の通り、「繋がっている部分の数」である。以下のX では連結成分数が1なのに対し、Y では連結成分数が2である。従ってX と Y は位相同型ではない。
X = [0,1]
Y = [0,1]∪[2,3]
（ただし、ここで[{\displaystyle a},{\displaystyle b}]とは実数のユークリッド距離による位相の、部分位相をもつ閉区間である）
位相不変量は、位相空間論の応用分野である位相幾何学で主要な役割を果たし、特にホモロジー群やホモトピー群のような代数的な不変量は代数的位相幾何学の研究対象である。

## 位相の比較、生成

### 位相同士の比較
定義 (位相の比較) ― 
集合X 上で定義された2つの位相空間{\displaystyle (X,{\mathcal {O}}_{1})}、{\displaystyle (X,{\mathcal {O}}_{2})}を考える。
{\displaystyle {\mathcal {O}}_{1}\subset {\mathcal {O}}_{2}}
が満たされるとき、{\displaystyle {\mathcal {O}}_{1}}は{\displaystyle {\mathcal {O}}_{2}}よりも弱い（英: weak）といい、
{\displaystyle {\mathcal {O}}_{2}}は{\displaystyle {\mathcal {O}}_{1}}より強い（英: strong）という。
これはすなわち、{\displaystyle (X,{\mathcal {O}}_{1})}の開集合は必ず{\displaystyle (X,{\mathcal {O}}_{2})}の開集合である事を意味する。
弱い/強いのかわりに粗い/細かい(英: coarse/fine)、小さい/大きい(英: small/large)という言葉を使うこともある。
{\displaystyle {\mathcal {O}}_{1}}が{\displaystyle {\mathcal {O}}_{2}}よりも粗い必要十分条件は、恒等写像
{\displaystyle \operatorname {id} ~:~(X,{\mathcal {O}}_{2})\to (X,{\mathcal {O}}_{1}),\ \ x\mapsto x}
が連続な事である。したがって{\displaystyle {\mathcal {O}}_{1}}で収束する有向点族は{\displaystyle {\mathcal {O}}_{2}}でも収束するが、逆は必ずしも成立しない。

### 位相の生成
本節ではXのべき集合{\displaystyle {\mathfrak {P}}(X)}の任意の部分集合{\displaystyle {\mathcal {S}}}から作る方法を述べる。
定義・定理 (位相の生成、準開基) ― 
Xを集合とし、{\displaystyle {\mathcal {S}}\subset {\mathfrak {P}}(X)}を任意の集合族とする。このとき、X上の位相{\displaystyle {\mathcal {O}}}
{\displaystyle {\mathcal {S}}\subset {\mathcal {O}}}
を満たすものの中で最も弱いもの{\displaystyle {\mathcal {O}}_{\mathcal {S}}}が存在する。この{\displaystyle {\mathcal {O}}_{\mathcal {S}}}を、{\displaystyle {\mathcal {S}}}を含む最弱の位相（英: weakest topology）といい、{\displaystyle {\mathcal {S}}}は{\displaystyle {\mathcal {O}}_{\mathcal {S}}}を生成する（英: generate）という。
また位相空間{\displaystyle (X,{\mathcal {O}})}において、{\displaystyle {\mathcal {S}}\subset {\mathfrak {P}}(X)}が{\displaystyle {\mathcal {O}}}を生成するとき、{\displaystyle {\mathcal {S}}}を{\displaystyle {\mathcal {O}}}の準開基（じゅんかいき, 英: open subbase）という。
以上で我々は、準開基の抽象的な定義を与えたが、準開基の概念をより具体的な形で与えることもできる。そのための準備として、まず準開基の関連概念である開基について述べる。
定義 (開基) ― 
{\displaystyle (X,{\mathcal {O}})}を位相空間とし、{\displaystyle {\mathcal {B}}\subset {\mathcal {O}}}とする。
以下が満たされるとき、{\displaystyle {\mathcal {B}}}は{\displaystyle {\mathcal {O}}}の開基（かいき, 英: open base、open basis）であるという。
任意の開集合(≠{\displaystyle \emptyset })は{\displaystyle {\mathcal {B}}}の元の(有限個または無限個の)和集合として書き表せる。すなわち
{\displaystyle \forall O\in {\mathcal {O}}\exists {\mathcal {T}}\subset {\mathcal {B}}~:O=~\cup _{B\in {\mathcal {T}}}B}
開基の概念を用いると準開基を具体的に書き表す事ができ、{\displaystyle {\mathcal {S}}} が {\displaystyle (X,{\mathcal {O}})}の準開基である必要十分条件は、{\displaystyle {\mathcal {S}}} の元の有限個の共通部分の全体の集合
{\displaystyle {\mathcal {B}}=\left\{\bigcap _{i=1}^{n}S_{i}\,{\bigg |}\,n\in \mathbb {N} ,\,S_{i}\in {\mathcal {S}}\right\}}
が、{\displaystyle {\mathcal {O}}}の開基をなすことである。
{\displaystyle {\mathcal {O}}}の開集合は開基の和集合で書き表せるので、以上の事から{\displaystyle {\mathcal {O}}}の開集合は準開基の有限積集合の（有限または無限）和集合として書き表せる。
開基の概念は、基本近傍系の概念と以下のような関係がある：
命題 (開基と基本近傍系の関係) ― 
位相空間{\displaystyle (X,{\mathcal {O}})}の各点xに対し、開集合からなる基本近傍系{\displaystyle {\mathcal {N}}_{x}}が定義されているとき、
{\displaystyle \bigcup _{x\in X}{\mathcal {N}}_{x}}
は{\displaystyle {\mathcal {O}}}の開基である。また{\displaystyle {\mathcal {B}}}を{\displaystyle {\mathcal {O}}}の開基とすると、
{\displaystyle {\mathcal {N}}_{x}=\{B\in {\mathcal {B}}\mid x\in B\}}
はxの基本近傍系である。
Xが距離空間の場合はxのε-近傍{\displaystyle B_{\varepsilon }(x)=\{y\in X\mid d(x,y)<\varepsilon \}}がxの基本近傍系をなしていたので、{\displaystyle \{B_{\varepsilon }(x)\mid x\in X,\varepsilon >0\}}は開基をなす。

最後に、開基の概念で位相空間を特徴づける方法を述べる：
定理 (開基による位相の特徴づけ) ― 
Xを集合とする。このとき、{\displaystyle {\mathcal {B}}\subset {\mathcal {P}}(X)}が何らかの位相の開集合系の開基である必要十分条件は、以下の条件を満たすことである：
{\displaystyle \forall B_{1},B_{2}\in {\mathcal {B}},\forall x\in B_{1}\cap B_{2}\exists B\in {\mathcal {B}}~:~x\in B\subset B_{1}\cap B_{2}}

### 位相全体のなす順序
弱い/強いを位相の間の順序関係とみなすと、X上の位相の集合
{\displaystyle \{{\mathcal {O}}\mid (X,{\mathcal {O}})}は位相空間{\displaystyle \}}
は順序集合になる。
この順序集合は完備束であり、
{\displaystyle \sup _{\lambda \in \Lambda }({\mathcal {O}}_{\lambda })=(\bigcup _{\lambda \in \Lambda }{\mathcal {O}}_{\lambda }}が生成する位相)
{\displaystyle \inf _{\lambda \in \Lambda }({\mathcal {O}}_{\lambda })=\bigcap _{\lambda \in \Lambda }{\mathcal {O}}_{\lambda }}
である。最も弱い位相は密着位相、最も強い位相は離散位相である。

## 位相空間の導出
すでにある位相空間を加工して、別の位相空間を作る方法を述べる。
位相空間を加工する上で基本となるのは、「逆像位相」と「像位相」の概念、おそびそれらの拡張概念である「始位相」と「終位相」である。
逆像位相と像位相、始位相と終位相は互いに双対の関係にあり、写像の向きを逆にすることでもう片方の概念を定式化できる。なお始位相と終位相はそれぞれ圏論における始リフト、終リフトの例のになっている。

### 始位相、逆像位相、部分位相、直積位相
まず始位相の概念を以下のように定義する：
定義 (始位相) ― 
Xを集合とし、{\displaystyle \{(Y_{\lambda },{\mathcal {O}}_{\lambda })\}_{\lambda \in \Lambda }}を位相空間の族とし、写像
{\displaystyle f_{\lambda }~:~X\to Y_{\lambda }}
の族{\displaystyle (f_{\lambda })_{\lambda \in \Lambda }}を考える。
このとき、全ての{\displaystyle f_{\lambda }}を連続にする最弱の位相をXの{\displaystyle (f_{\lambda })_{\lambda \in \Lambda }}始位相という。
始位相の特殊な場合として、以下のものが重要である。以下でXは集合である。
| 名称                         | 定義 |
| ---------------------------- | --- |
| 逆像位相                     | 位相空間{\displaystyle (Y,{\mathcal {O}})}と写像{\displaystyle f~:~X\to Y}がXに定める始位相の事 |
| 部分位相                     | 位相空間{\displaystyle (Y,{\mathcal {O}})}の部分集合Xに対し、包含写像{\displaystyle \iota ~:~X\hookrightarrow Y,\ x\mapsto x}による逆像位相の事。X に部分位相を入れたものを{\displaystyle (Y,{\mathcal {O}})}の部分空間という。 |
| 直積位相（チコノフ位相とも） | {\displaystyle \{(X_{\lambda },{\mathcal {O}}_{\lambda })\}_{\lambda \in \Lambda }}を位相空間の族とするとき、射影{\displaystyle \pi _{\lambda }~:~Y=\prod _{\tau \in \Lambda }X_{\tau }\to X_{\lambda }}の族{\displaystyle \{\pi _{\lambda }\}_{\lambda \in \Lambda }}によってYに定義される始位相の事。直積Yに直積位相を入れた位相空間を直積空間という。 |

これらはより具体的に書き表す事が可能である：
定理 ― 上の定義と同様に記号を定義するとき、
- 逆像位相の開集合系は{\displaystyle f^{*}({\mathcal {O}}):=\{f^{-1}(O)\mid O\in {\mathcal {O}}\}}に一致する。
- 部分位相の開集合系は、{\displaystyle \{O\cap X\mid O\in {\mathcal {O}}\}}に一致する。
- 直積位相は{\displaystyle {\Bigg \{}\prod _{\lambda \in \Lambda }O_{\lambda }\ {\Bigg |}\ O_{\lambda }\in {\mathcal {O}}_{\lambda }}, 有限個のλを除いて{\displaystyle O_{\lambda }=X_{\lambda }{\Bigg \}}}を開基とする。

上述の定理の直積位相の箇所に関して、Λが有限集合のときは、「有限個のλを除いて…」という条件がいらなくなるので簡単であるが、Λが無限集合のときは注意が必要である。例えば{\displaystyle \mathbb {R} _{1},\mathbb {R} _{2},\ldots }を{\displaystyle \mathbb {R} }の(可算)無限個のコピーとし、{\displaystyle U_{1},U_{2},\ldots }を{\displaystyle U=(0,1)}の無限個のコピーとするとき、直積
{\displaystyle \prod _{i\in \mathbb {N} }U_{i}}
は直積位相に関して
{\displaystyle \prod _{i\in \mathbb {N} }\mathbb {R} _{i}}
の開集合ではない。実際、前述の「有限個を除いて…」という条件を満たしておらず、条件をみたすものの和集合としても書けないからである。これに対し直積空間には{\displaystyle \prod _{i\in \mathbb {N} }U_{i}}をも開集合とする位相も定義可能である：
定義 ― 位相空間の族{\displaystyle (X_{\lambda },{\mathcal {O}}_{\lambda })_{\lambda \in \Lambda }}に対し、
{\displaystyle \{\prod _{\lambda \in \Lambda }O_{\lambda }\mid \forall \lambda \in \Lambda ~:~O_{\lambda }\in {\mathcal {O}}_{\lambda }\}}
を開基とする{\displaystyle \prod _{\lambda \in \Lambda }X_{\lambda }}の位相を箱型積位相という。
箱型積位相は直積位相より強い（弱くない）位相である。

### 終位相、像位相、商位相、直和位相
まず始位相と双対的に終位相を定義する：
定義 (終位相) ― 
Xを集合とし、{\displaystyle \{(Y_{\lambda },{\mathcal {O}}_{\lambda })\}_{\lambda \in \Lambda }}を位相空間の族とし、写像
{\displaystyle f_{\lambda }~:~Y_{\lambda }\to X}
の族{\displaystyle (f_{\lambda })_{\lambda \in \Lambda }}を考える。
このとき、全ての{\displaystyle (f_{\lambda })_{\lambda \in \Lambda }}を連続にする最強の位相をXの{\displaystyle (f_{\lambda })_{\lambda \in \Lambda }}終位相という。
終位相の特殊な場合として下記のものを定義できる。これらは逆像位相、部分位相、始位相、直積位相と双対的に定義したものである。以下でXは集合である：
| 名称     | 定義 |
| -------- | --- |
| 像位相   | 位相空間{\displaystyle (Y,{\mathcal {O}})}と写像{\displaystyle f~:~Y\to X}がXに定める終位相の事。 |
| 商位相   | {\displaystyle (Y,{\mathcal {O}})} を位相空間とし、「{\displaystyle \sim }」をY上の同値関係とし、[x]でこの同値関係におけるx ∈ Yの同値類を表すとき、商写像{\displaystyle \pi \colon Y\to Y/{\sim },\;x\mapsto [x]}が商集合 {\displaystyle X=Y/{\sim }} に定義する像位相の事。 |
| 直和位相 | {\displaystyle \{(X_{\lambda },{\mathcal {O}}_{\lambda })\}_{\lambda \in \Lambda }} を位相空間の族とするとき、{\displaystyle X_{\lambda }} から集合族 {\displaystyle \{X_{\tau }\}_{\tau \in \Lambda }} の直和への包含写像{\displaystyle \iota _{\lambda }\colon X_{\lambda }\hookrightarrow \coprod _{\tau \in \Lambda }X_{\tau }}の族 {\displaystyle \{\iota _{\lambda }\}_{\lambda \in \Lambda }} によって直和 {\displaystyle \coprod _{\lambda \in \Lambda }X_{\lambda }} に定義される終位相の事。 |

これらはより具体的に書き表す事が可能である：
定理 ― 上の定義と同様に記号を定義するとき、
- 像位相の開集合系は{\displaystyle f_{*}({\mathcal {O}}):=\{U\subset Y\mid f^{-1}(U)\in {\mathcal {O}}\}}に一致する。
- 商位相の開集合系は、{\displaystyle \pi _{*}({\mathcal {O}}):=\{U\subset Y\mid \pi ^{-1}(U)\in {\mathcal {O}}\}}に一致する。
- 直和位相の開集合系は、{\displaystyle {\Bigg \{}\bigcup _{\lambda \in \Lambda }O_{\lambda }{\Bigg |}\forall \lambda \in \Lambda ~:~O_{\lambda }\in {\mathcal {O}}_{\lambda }{\Bigg \}}}に一致する。

## 位相的性質
位相空間の定義それ自身は可能な限り一般的に定義されているため、個々の応用では位相空間にプラスアルファの性質を付け加えたものを考えることが多い。
本節では、そうしたプラスアルファの性質のうち代表的なものを紹介する。

### 分離公理
分離公理とは、位相空間 X 上の2つの対象(点や閉集合)を開集合により「分離」(separate)する事を示す一連の公理、もしくはそこから派生した公理である。
代表的な分離公理としてハウスドルフの分離公理があり、これは以下のような公理であり、前述のようにこれは有向点族の収束の一意性と同値である。
X 上の相異なる2点 x、y に対し、x、y の開近傍 U、V があり、{\displaystyle U\cap V=\emptyset }である。

相異なる2点を分離するそれぞれの開近傍

ハウスドルフの分離公理は、直観的には点 x と y が開近傍という位相的な性質を利用して「区別」(separate) できる事を意味している。すなわちX の位相は点の区別が可能なほど細かい事をこの公理は要請している。
他にも下記のような分離公理がある：
| 位相空間                            | 名前                                 |
| ----------------------------------- | ------------------------------------ |
| T0                                  | コルモゴロフ空間                     |
| T1                                  | フレシェ空間（到達可能空間）         |
| T2                                  | ハウスドルフ空間                     |
| {\displaystyle T_{2{\frac {1}{2}}}} | 完備ハウスドルフ空間、ウリゾーン空間 |
| T3                                  | 正則空間、正則ハウスドルフ空間       |
| {\displaystyle T_{3{\frac {1}{2}}}} | チコノフ空間、完全正則空間           |
| T4                                  | 正規ハウスドルフ空間                 |
| T5                                  | 全部分正規ハウスドルフ空間           |
| T6                                  | 完全正規ハウスドルフ空間             |

### 連結性
連結性とは、直観的には位相空間が「ひとつながりである」
という性質である。閉区間 [0,1] は連結性をもつ（連結である）が、二つの交わらない閉区間を合併した {\displaystyle [0,1]\cup [2,3]} という位相空間は連結ではない。

### コンパクト性
{\displaystyle \mathbb {R} ^{n}}の有界閉集合は位相空間論的に「性質の良い」空間でXを{\displaystyle \mathbb {R} ^{n}}の有界閉集合とすると、例えば以下が成立する事が知られている：
- Xから{\displaystyle \mathbb {R} }への連続写像は必ず最大値・最小値を持つ
- Xから{\displaystyle \mathbb {R} }への連続写像は必ず一様連続である
- Xから{\displaystyle \mathbb {R} ^{n}}への単射fが連続なら、逆写像{\displaystyle f^{-1}~:~f(X)\to X}も連続である。

このような「性質の良い」空間を一般の位相空間に拡張して定義したものがコンパクトの概念である。

ただし、「{\displaystyle \mathbb {R} ^{n}}の有界閉集合」という概念自身は、「有界」という距離に依存した概念に基づいているため、一般の位相空間では定義できず、別の角度からコンパクトの概念を定義する必要がある。

そのために用いるのがボルツァーノ・ワイエルシュトラスの定理とハイネ・ボレルの被覆定理である。これらの定理はいずれも「{\displaystyle \mathbb {R} ^{n}}の有界閉集合であれば◯◯」という形の定理であるが、実は逆も成立する事が知られており、{\displaystyle \mathbb {R} ^{n}}においては
1. 有界閉集合である事
2. ボルツァーノ・ワイエルシュトラスの定理の結論部分
3. ハイネ・ボレルの定理の結論部分

の３つは同値となる。しかも上記の２，３はいずれも位相構造のみを使って記述可能である。

したがって２もしくは３の一方を満たす（同値なので実は２，３の両方を満たす）事をもってコンパクト性を定義する。ただしテクニカルな理由により、上記の２に関しては若干の補正が必要になり、ボルツァーノ・ワイエルシュトラスの定理の結論部分における「点列」を「有向点族」に置き換える必要がある。詳細はコンパクト空間を参照。

### 可算公理と可分
位相空間X において可算公理は、X の位相的な対象(近傍系、開集合)が可算なものから生成されることを意味し、可算公理が成立する空間では、非可算特有の難しさを回避できる場合がある。
可分もこれと類似したモチベーションのもと定義される。
厳密な定義は以下の通りである
| 第一可算公理 | X の任意の点 x に対し、x の近傍系は可算な基本近傍系を持つ |
| 第二可算公理 | X の開集合系は可算な開基を持つ                            |
| 可分         | X は稠密な可算部分集合を持つ                              |

#### 性質と例
以下が成立する：
- 第二可算公理を満たす⇒ 第一可算公理を満たし、かつ可分
- 距離空間⇒ 第一可算公理を満たす

しかし距離空間は第二可算公理を満たすとは限らない。
距離空間においては第二可算公理を満たす事と可分な事は同値である。
有限次元のユークリッド空間(あるいはより一般に多様体)は第二可算公理を満たす。(距離化可能なので可分でもある)。
一方、ユークリッド空間の「無限次元版」であるヒルベルト空間は距離空間であるが第二可算公理を満たすとは限らない。
しかし通常は第二可算公理を満たすヒルベルト空間のみを考えることが多く、そのようなヒルベルト空間は全て同型で、しかもそのようなヒルベルト空間にはベクトル空間としての可算基底が存在する事が知られている。

### 距離化可能性
距離空間は自然に位相空間になるが、では逆に位相空間がどのような条件を満たせば距離空間になるであろうか。
すなわち、位相空間 {\displaystyle (X,{\mathcal {O}})}が距離化可能であるとは、X 上の距離 d が(少なくとも一つ)存在し、d がX 上に定める位相が{\displaystyle {\mathcal {O}}}と一致する事を言う。
学部レベルの教科書には距離化可能性の十分条件であるウリゾーンの距離化可能定理が載っていることが多いが、現在は距離化可能性の必要十分条件である長田＝スミルノフの距離化定理やビングの距離化定理が知られている。

## 発展的なトピック

### コンパクト開位相
{\displaystyle (X,{\mathcal {O}}_{X})}、{\displaystyle (Y,{\mathcal {O}}_{Y})} を位相空間、 {\displaystyle C(X,Y)} を {\displaystyle (X,{\mathcal {O}}_{X})} から {\displaystyle (Y,{\mathcal {O}}_{Y})} への連続写像全体とする。このとき {\displaystyle K\subset X,O\subset Y}に対し、{\displaystyle W(K,O)} を
{\displaystyle W(K,O)=\{f\in C(X,Y)\mid f(K)\subset O\}}
とより定義する。
このとき {W(K, O) : K は X のコンパクト部分集合、{\displaystyle O\in {\mathcal {O}}_{Y}}} を準開基とする位相を {\displaystyle C(X,Y)} のコンパクト開位相（英: compact-open topology）という。

### 連続体論
連続体（れんぞくたい、英: continuum）とは、空でないコンパクト連結距離空間、あるいはより一般にコンパクト連結ハウスドルフ空間のことを言う。
ユークリッド空間上の閉曲面は連続体となるが、連続体論ではこのような「常識的な」空間に留まらず幅広く連続体一般を研究する。
具体的にはヒルベルト空間の無限次元部分集合であるにもかかわらずコンパクトな ヒルベルト立方体
{\displaystyle \prod _{n\in \mathbb {N} }[0,1/n]}、
フラクタル図形のシェルピンスキーのカーペット、ホモトピー群は自明となるが可縮空間ではないワルシャワの円などが研究対象となる。

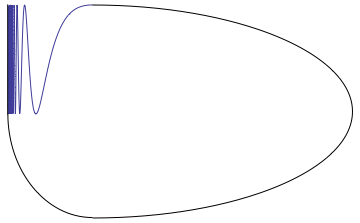
ワルシャワの円

### 完全不連結性とカントール空間
学部レベルの位相空間論で登場する概念の多くは、曲面のような「常識的な」空間における性質を抽象したものである。
しかし完全不連結性はこうした範疇から外れた性質で、位相空間 X 上の連結部分集合は空集合、全体集合、および一点集合に限られる事を意味する。
完全不連結な空間の例としては有理数の集合{\displaystyle \mathbb {Q} }がある。
しかし完全不連結な空間は{\displaystyle \mathbb {Q} }のように距離空間として完備ではないものに限らない。
カントール集合(に実数体から誘導される距離をいれたもの)は、完備距離空間でありながら完全不連結な空間の例となっている。
実はカントール集合はこのような空間の典型例の一つであり、以下の性質を満たす空間(カントール空間)は必ずカントール集合と位相同型になることが知られている(ブラウワーの定理)：
孤立点を持たない非空の完全不連結コンパクト距離化可能空間

### ベール空間
位相空間X がベール空間であるとは、X 上の稠密開集合の可算個の共通部分が必ず稠密になることを言う。
完備疑距離空間の開集合はベール空間になる(ベールの第一範疇定理)。
また局所コンパクトハウスドルフ空間もベール空間になる(ベールの第二範疇定理)。
ベールの範疇定理は関数解析学において、開写像定理や閉グラフ定理を証明するのに用いられる。

### ヴィートリス位相
{\displaystyle (X,{\mathcal {O}})} を位相空間とする。このとき有限個の開集合 {\displaystyle U_{1}\cdots U_{n}} に対し、集合族 {\displaystyle \langle U_{1}\cdots U_{n}\rangle } を
{\displaystyle \langle U_{1}\cdots U_{n}\rangle :=\{A\in {\mathfrak {F}}:A\cap U_{i}\neq \varnothing (i=1\cdots n),A\subseteq \bigcup _{i=1}^{n}U_{i}\}}
と定義する（ただし {\displaystyle {\mathfrak {F}}} は {\displaystyle X} の閉集合全体）。このとき {\displaystyle \{\langle U_{1}\cdots U_{n}\rangle \ :U_{i}\in {\mathcal {O}}(i=0\cdots n)\}} を開基とする {\displaystyle {\mathfrak {F}}} 上の位相をヴィートリス位相（英: Vietoris topology）と呼び、ヴィートリス位相の入った {\displaystyle {\mathfrak {F}}} 及びその部分空間を冪空間（英: powerspace）または超空間（英: hyperspace）という。

### 集合論的位相空間論
集合論的位相空間論とは、位相空間上の性質がZFCと独立かどうかを主題する分野である。

### 位相ゲーム
位相ゲームとは、2人のプレイヤーにより位相空間上で行われるゲームで、プレイヤー達が自分の手番のとき、何らかの位相的な対象(開集合や閉集合など)を指定する事でゲームが進んでいく。
位相空間上の様々な性質、例えばベールの性質が位相ゲームのゲーム理論的な性質と関連する(バナッハ・マズール・ゲーム)。他にも完備性、収束性、分離公理といったものもゲーム理論的な性質と関連する。

### 位相代数的構造
代数的な演算が定義された位相空間X は、その演算の作用がX 上連続になるとき、演算と位相は両立するという。
そのような例として代表的なものには位相群、位相環および位相体、位相線型空間などがある。

### 位相順序構造
- スペクトル空間: 位相空間がスペクトル的となるための必要十分条件は、それが何らかの環の素スペクトルとなっていることである。
- 標準順序: 位相空間の特殊化前順序または標準前順序は、{\displaystyle x\leq y\Leftrightarrow \operatorname {Cl} (\{x\})\subseteq \operatorname {Cl} (\{y\})} で定義される。

## 歴史
集合論の創始者ゲオルク・カントールはユークリッド空間の開集合や閉集合などについても研究したが、これが位相空間の研究のはじまりである。カントールの行ったような位相空間の古典的な研究は、点集合論と呼ばれる。その後、モーリス・フレシェはユークリッド空間から離れて距離空間において極限の概念を考察し、さらにその後フェーリクス・ハウスドルフ、カジミェシュ・クラトフスキらによって、次第に現代のような一般の位相空間の形に整えられていった。